# Мазувкі
Мазувкі (пол. Mazówki) — село в Польщі, у гміні Медзьно Клобуцького повіту Сілезького воєводства.
Населення — 230 осіб (2011).
У 1975-1998 роках село належало до Ченстоховського воєводства.

## Демографія
Демографічна структура станом на 31 березня 2011 року:
|          | Загалом | Допрацездатний вік | Працездатний вік | Постпрацездатний вік |
| -------- | ------- | ------------------ | ---------------- | -------------------- |
| Чоловіки | 122     | 32                 | 74               | 16                   |
| Жінки    | 108     | 24                 | 58               | 26                   |
| Разом    | 230     | 56                 | 132              | 42                   |